# Fleur-de-Lys (Malte)
Pour les articles homonymes, voir Fleur de lys (homonymie).
Fleur-de-Lys est une localité de Malte faisant partie de la ville de Birkirkara, dans la région centrale. Elle est le siège d'un comité administratif et abrite environ 2 000 habitants.

## Géographie
Fleur-de-Lys est située sur le territoire de Birkirkara, à environ 5 km au sud de La Valette. Elle est limitrophe de Qormi et de Santa Venera.

## Toponymie
La localité tire son nom des trois fleurs de lys figurant sur les armoiries d'Alof de Wignacourt, grand maître de l'ordre de Saint-Jean de Jérusalem au XVIIe siècle.